# Гомцян, Арарат Двинович
Арара́т Дви́нович Гомця́н (арм. Արարատ Գոմցյան, 2 февраля 1948, Ленинакан) — армянский политический и государственный деятель. Доктор экономических наук, профессор (РИНХ РФ, 2006), действительный член РАЕН (2002).

## Биография
- 1966—1971 — Ереванский государственный университет. Экономист.
- 1977 — аспирантуру института экономики АН АрмССР.
- 1990 — Московскую высшую партийную академию.
- 1971—1972 — служил в советской армии.
- С 1980 — занимался также преподавательской деятельностью. Член попечительского совета Российско-армянского (Славянского) университета. Является членом совета экономического союза Армении. Почётный гражданин Гюмри (Ленинакан)
- С 1982—1986 был на партийной работе в центральном аппарате ЦК КП Армении.
- 1986—1990 — первый секретарь Ашоцкского (Гукасян) районного комитета Компартии Армении в зоне землетрясения (декабрь 1988 г.).
- 1990—1996 — председатель республиканского объединения жилищно-коммунального хозяйства при правительстве Армении.
- 1996—1999 — первый марзпет (губернатор) Ширакской области.
- 1990—1995 — депутат Верховного Совета Армянской ССР.
- 1995—2000 — депутат парламента Республики Армения. Член постоянной комиссии по государственно-правовым вопросам.
- 1999—2000 — начальник Главного оперативного управления правительства Армении.
- 2000—2001 — советник премьер-министра Армении.
- 1992—1995 — параллельно руководил группами и штабами по восстановлению районов, городов, сел и систем коммуникации приграничных районов во время и после военных действий.
- 2002—2016 — первый генеральный консул Армении в Южном федеральном округе Российской Федерации (южные регионы России и Северный Кавказ). Академик РАЕН (2002). Награждён орденами, медалями и другими правительственными наградами.

Автор монографий, более пятидесяти научных работ, а также научно-популярных статей, посвященных экономическим вопросам: совершенствования территориального управления, градостроительства и восстановления разрушенных регионов, развитии армяно–российских экономических отношений, а так же в рамках ЕАЭС.
Параллельно занимался научно-преподавательской деятельностью (в Армянском государственном педагогическом институте и в Армянском государственном экономическом университете).

## Происхождение
Предки Арарата Двиновича переселились в Джавахк из села Гомац-Ванк губернии Муш исторической Армении в начале XIX века. Село Гомац-Ванк было своеобразном духовным и сельскохозяйственном центром губернии. Прадед Арарата Гомцяна — Акоп Гомцян имел прямые связи с генералом Паскевичем и пользовался большим авторитетом. В 1930 году отец Арарата Гомцяна — Двин Гомцян из Джавахка переехал в Гюмри (Ленинакан). Окончил педагогический институт. Призвался в армию и участвовал в Великой Отечественной войне в составе армянской Таманской дивизии, дошел до Берлина и был участником Победного парада. Имел много орденов и медалей. Род Гомцянов насчитывает более тысячи семьей.

## Государственная деятельность
Возглавляемый Гомцяном во время землетрясения 1988 года Гукасянский район имел наилучшие показатели по устранению последствий разрушений среди 18-и районов зоны бедствия. При его участии были восстановлены и ныне действующая в Ашоцке больница Св. Богородицы, несколько десятков школ в Ширакской области (в том числе в г. Гюмри) и другие объекты социального значения.
Участвовал в создании и развитии международных отношений с различными регионами Российской Федерации, Украиной, Италией, Ватиканом. Установил связь лично с Папой Римским и другими лидерами Италии, России, Украины, Грузии. В частности, внёс свою лепту в организацию посещения Папой Римским Иоанном Павлом 11 в 2001 году Армении для участия в праздничных мероприятиях по случаю 1700-летия принятия страной христианства, а также трёхдневного визита в 2016 году Папы Франциска 1, который в своём выступлении подчеркнул заслуги главы Ашоцкского района в восстановлении после землетрясения и создании взаимоотношений Армении с Италией и Ватиканом.
Во время карабахской войны (1992—1994 гг.) занимался обеспечением жизнедеятельности фронта, а также координацией гражданского населения (Капан, Горис, Варденис, Кельбаджар, Мардакерт).
На посту первого губернатора (марзпет) Ширакской губернии Гомцян взял курс на устранение последствий землетрясения в городах Гюмри, Артик, Маралик, а также других населенных пунктов. Это была вторая активная фаза восстановительных работ, с привлечением как бюджетных средств, так и помощи международных организаций и доноров.
Гомцян поддерживал активную связь с российской военной базой в Армении, с командованием военных частей, обеспечивал экономические связи губернии с зарубежными префектурами и коллегами.
Учитывая важность отношений с Южным Федеральным Округом (ЮФО) РФ, было решено учредить Генеральное консульство Армении в ЮФО, в городе Ростове. Учитывая организационные и дипломатические качества А. Гомцяна, ему было предложено первым возглавить Генконсульство. На этой должности он проработал с 2002 по 2016 год. За этот период товарооборот между РА и ЮФО увеличился более чем в 10 раз. Были организованы регулярные визиты президентов, премьер-министров, министров и губернаторов Армении в Россию, а также ответные визиты губернаторов Ростовской области, Краснодарского и Ставропольского краёв в Армению, обмены на уровне представителей культуры и бизнесменов. За эти годы увеличилось число добровольцев, которые изъявили желание служить в вооружённых силах Армении. Резко увеличилось число абитуриентов из ЮФО, пожелавших поступить в вузы Армении. Установились прямые отношения между вузами Армении и региона, Академией наук РА и Южным научным центром РАН (г. Ростов). Были организованы взаимные посещения, реализованы совместные проекты. В частности, Южным научным центром РАН была организована экспедиция для изучения экологического состояния озера Севан.
	За время дипломатической работы усилиями А. Гомцяна были установлены тесные духовные, культурные и деловые связи между армянскими общинами разных регионов ЮФО. Усилилась общественно–политическая активность армянской общины в таких городах, как Ростов, Краснодар, Сочи, Ставрополь, Кисловодск, увеличилось число депутатов армянского происхождения в данных регионах.
	В 2005 году на средства ростовских армян в Ереване открылся памятник героям казакам, погибшим во время русско–турецкой войны.
	В 2015 году по разрешению городских властей в Ростове был открыт мемориал к 100-летию геноцида армян в Османской империи.

## Общественная и научная деятельность
Арарат Двинович Гомцян ведет активную общественную, педагогическую, научную деятельность. Он преподает в Армянском экономическом университете, будучи профессором кафедры международных экономических отношений, является почётным профессором нескольких вузов России. Главный научный сотрудник Южного научного центра РАН. Регулярно занимается благотворительностью.

## Семья
Имеет детей и внуков. Свое новое поколение воспитывает в армянском традиционном духе.